# Staré Hrady
Staré Hrady är en ort i Tjeckien.   Den ligger i regionen Hradec Králové, i den centrala delen av landet, 70 km nordost om huvudstaden Prag. Staré Hrady ligger 250 meter över havet och antalet invånare är 164.
Terrängen runt Staré Hrady är platt. Runt Staré Hrady är det ganska tätbefolkat, med 56 invånare per kvadratkilometer. Närmaste större samhälle är Jičín, 11,3 km nordost om Staré Hrady. Trakten runt Staré Hrady består till största delen av jordbruksmark.